# Šubić

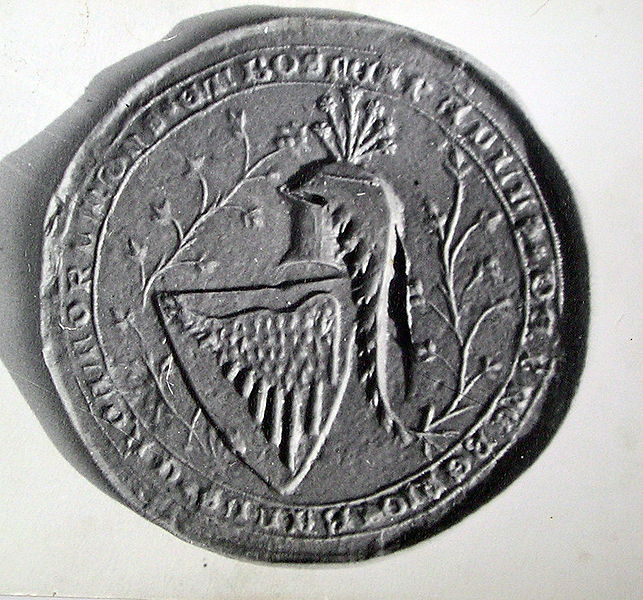
Medeltida sigill för Šubić Bribirski vilken visar ättens vapensköld.

Vapen

Šubić de Bribir var en framstående kroatisk adelsfamilj och var en av de ursprungliga tolvstammar som bildade det kroatiska riket under tidig medeltid. Šubić-ätten hade sitt arvsland vid staden Bribir i Dalmatiens inland och dessa använde ofta tilläggsnamnet Bribirski. En sidogren av ätten är Zrinski.
Ätten omnämns av den bysanstinske kejsaren Konstantin VII Porfyrogennetos i sitt verk De administrando imperio.
Šubićs vapensköld bestod av en vit fågelvinge på en röd sköld.

## Framstående medlemmar inkluderar
- Stanislava Šubić (1242 – 1321) var furstinna som gick i kloster och sedan helgonförklarades.
- Pavao Šubić Bribirski (1245[källa behövs] - 1312) var ban (vicekung) av Kroatien och herre över Bosnien, regerade över Kroatien, Dalmatien, Slavonien och Bosnien.
- Jelena Šubić (omkring 1306 - 1378) var furstinna och mor till Tvrtko Kotromanić som var kung av Bosnien.
- Nikola Šubić Zrinski (1508 – 1566) var ban (vicekung) av Kroatien och en framstående general i Habsburgs tjänst.